# División 3 de Bélgica
La División 3 de Bélgica, anteriormente Tercera División Aficionada, es el quinto nivel en la jerarquía de ligas en el fútbol belga y el tercer nivel amateur más alto. La liga se organizó por primera vez tras la reforma liguera en la temporada 2016-2017. La competición está organizada regionalmente por la Voetbal Federatie Vlaanderen (VFV) y la Association des Clubs Francophones de Football  (ACFF). Consta de 2 grupos con clubes exclusivamente de habla holandesa y 2 grupos con equipos exclusivamente de habla francesa y alemana.

## La Competición

### Fútbol Flandes (VFV)
Hay dos grupos de 16 equipos. Durante la temporada regular, cada equipo juega 30 partidos a ida y vuelta. El campeón de cada grupo asciende directamente a División 2.
Los segundos del ranking y los campeones de cada vuelta disputan entonces la ronda final ''ascendente''. Los dos ganadores de estas rondas finales también avanzan a Segunda División. Cualquier ascenso adicional también está determinado por estas rondas finales.
Los decimocuartos, decimoquintos y decimosextos del ranking quedan relegados directamente a la Primera Provincial. Los decimoterceros jugarán una última ronda de permanencia para determinar uno o dos descensos extra a Primera Provincial.

### Fútbol Valón (ACFF)
Hay dos grupos de 16 equipos. Durante la temporada regular, cada equipo juega 30 partidos a ida y vuelta. El campeón de cada grupo asciende directamente a División 2.
Los segundos del ranking y los campeones de cada vuelta disputan entonces la ronda final ''ascendente''. Los dos ganadores de estas rondas finales también avanzan a Segunda División. Cualquier ascenso adicional también está determinado por estas rondas finales.
Los decimocuartos, decimoquintos y decimosextos del ranking quedan relegados directamente a la Primera provincial. Los decimoterceros jugarán una última ronda de permanencia para determinar uno o dos descensos extra a Primera Provincial.

## Historia
En la primera temporada de la entonces Tercera División Aficionada, la temporada 2016-17, jugaron los equipos de Cuarta División que no ascendieron a la entonces Segunda División Aficionada y que no descendieron a Primera Provincial. Los últimos de Tercera División descendieron del ranking. Se determina por separado el número de corredores directos de Primera provincial y el número de corredores de las rondas finales interprovinciales de ambas uniones, VV y ACFF. El número de bandas depende del número de plazas necesarias para completar las eliminatorias.
En 2020, la Asociación Belga de Fútbol decidió cambiar el nombre de Tercera División Aficionada a División 3 de Bélgica. 

### Campeones y equipos ascendidos
| Temporada | Campeón VV A     | Campeón VV B           | Campeón ACFF A                | Campeón ACFF B       | Comentarios |
| --------- | ---------------- | ---------------------- | ----------------------------- | -------------------- | --- |
| 2016/17   | OMS Ingelmünster | KFC Tornhout           | Racing White Daring Molenbeek | Entente Durbuy       | Promoción vía ronda final: FC Pepingen, KSK Ronse, SC City Pirates Antwerp, KFC Sint-Lenaarts, KVV Vosselaar y RUS Rebecquoise                                                                               |
| 2017/18   | KSC Menen        | KFC Heur Tongeren      | RAAL La Louviere              | FC Tiller            | Promoción vía ronda final: KSC Dikkelvenne, KFC Eppegem, K. Diegem Sport, R. Francs Borains, RES Couvin-Mariembourg y URSL Visé                                                                              |
| 2018/19   | KFC Merelbeke    | KVK Tienen             | UR Namur Fosses-La-Ville      | RRC Stockay-Warfusée | Promoción vía ronda final: KSK Forward Zwevezele, SK Pepingen-Halle, RUS Givry, RCS Verlaine y RCS Onhaye |
| 2019/20   | KVV Zelzate      | K. Lyra-Lierse Berlaar | FC Ganshoren                  | RFC Warnant          | La competencia se detuvo después de la jornada 24 debido a COVID-19. Ascendidos adicionales: KVK Ninove, K. Olsa Brakel, RFC Wetteren, SC City Pirates Antwerp, KFC Heur-Tongeren, KVC Houtvenne y RSD Jette |
| 2020/21   | -                | -                      | -                             | -                    | La competencia se detuvo después del partido de la jornada 4 debido a COVID-19 |
| 2021/22   | KSV Oostkamp     | KRC Malinas            | Unión Namur                   | Stade Disonais       | Promoción vía ronda final: Erpe-Mere United, FC Lebbeke, KFC Turnhout, KVC Lille United, KM Torhout y RUS Binche                                                                                             |
| 2022/23   | Tempo Overijse   | FC Wezel Sport         | RAEC Mons 44                  | Union Rochefortoise  | Promoción via ronda final: KFC Voorde-Appelterre, KVC Houtvenne, RFC Tournai y RFC Union La Calamine |
| 2023/24   | VW Hamme         | Eendracht Termien      | RCS Onhaye                    | Union Hutoise        | Promoción vía ronda final: Berg en Dal, Esperanza Pelt, Roeselare Daisel, KVK Wellen, Crossing Schaerbeek, RFC Raeren, Entite Manageoise, Habay-la-Neuve, Aywaille FC, Pays Vert Ostiches y Seraing U23      |
| 2024/25   | Mandel United    | Londerzeel SK          | RCS Branois                   | United Richelle      | Promoción vía ronda final: Vigor Wuitens Hamme, KSV Diksmuide, Hoger op Kalken, RFC Wetteren, KFC Nijlen, Sportief Rotselaar, Flénu, Sporting Bruxelles y Tilffois                                           |

### Palmarés
El siguiente resumen muestra el número de títulos por club
| Club ( número de matrícula )         | Títulos | Temporada   |
| ------------------------------------ | ------- | ----------- |
|                                      |         |             |
| Union Namur (156)                    | 2       | 2019 · 2022 |
|                                      |         |             |
| KRC Malinas (24)                     | 1       | 2022        |
| K. Lyra-Lierse Berlaar (52)          | 1       | 2020        |
| KSC Menen (56)                       | 1       | 2018        |
| RAAL La Louvière (94)                | 1       | 2018        |
| KVK Tienen (132)                     | 1       | 2019        |
| KFC Turnhout (148)                   | 1       | 2017        |
| RRC Stockay Warfusée (2239)          | 1       | 2019        |
| Tiller FC (2913)                     | 1       | 2018        |
| Entente Durbuy (3008)                | 1       | 2017        |
| KFC Merelbeke (3551)                 | 1       | 2019        |
| KVV Zelzate (4165)                   | 1       | 2020        |
| KFC Heur Tongeren (4600)             | 1       | 2018        |
| Racing White Daring Molenbeek (5479) | 1       | 2017        |
| KSV Oostkamp (5956)                  | 1       | 2022        |
| RFC Warnant (5779)                   | 1       | 2020        |
| FC Ganshoren (7569)                  | 1       | 2020        |
| Stade Disonais (9410)                | 1       | 2022        |
| OMS Ingelmünster (9941)              | 1       | 2017        |
| Tempo Overijse (8715)                | 1       | 2023        |
| FC Wezel Sport (844)                 | 1       | 2023        |
| RAEC Mons 44 (4194)                  | 1       | 2023        |
| Union Rochefortoise (2799)           | 1       | 2023        |
| VW Hamme                             | 1       | 2024        |
| Eendracht Termien                    | 1       | 2024        |
| RCS Onhaye                           | 1       | 2024        |
| Union Hutoise                        | 1       | 2024        |

## Clubes participantes 25/26

### Grupo VFV A
|    | Nº matrícula | Club                        | Localidad             |
| -- | ------------ | --------------------------- | --------------------- |
| 1  | 39           | Fenixx Beigem Humbeek       | Humbeek               |
| 2  | 48           | KSC Blankenberge            | Blankenberge          |
| 3  | 535          | White Star Lauwe            | Lauwe                 |
| 4  | 2533         | KVV Sint-Denijs Sport       | Sint-Denijs-Westrem   |
| 5  | 3861         | Eendracht Elene-Grotenberge | Grotenberge           |
| 6  | 3851         | Eendracht Drongen           | Drongen               |
| 7  | 3957         | Eendracht Aalst Lede        | Lede & Aalst          |
| 8  | 3964         | KFC Voorde-Appelterre       | Appelterre & Voorde   |
| 9  | 5181         | KSV Rumbeke                 | Rumbeke               |
| 10 | 5343         | Erpe-Mere United            | Bambrugge & Erpe-Mere |
| 11 | 5544         | K. Sassport Boezinge        | Boezinge              |
| 12 | 5553         | Olsa Brakel                 | Brakel                |
| 13 | 5661         | KFC Wambeek-Ternat          | Ternat                |
| 14 | 6827         | OHR Huldenberg              | Huldenberg            |
| 15 | 7850         | SK Berlare                  | Berlare               |
| 16 | 8715         | Tempo Overijse              | Overijse              |

### Grupo VFV B
| #  | Nº matrícula | Club                        | Localidad            |
| -- | ------------ | --------------------------- | -------------------- |
| 1  | 55           | KCVV Elewijt                | Elewijt              |
| 2  | 148          | KFC Turnhout                | Turnhout             |
| 3  | 544          | SC City Pirates             | Merksem              |
| 4  | 844          | FC Wezel Sport              | Wezel                |
| 5  | 1124         | KFC Zwarte Leeuw            | Rijkevorsel          |
| 6  | 1357         | KFC Sint-Lenaarts           | Sint-Lenaarts        |
| 7  | 2169         | AS Verbroedering Geel       | Geel                 |
| 8  | 2529         | FC Esperanza Pelt           | Pelt                 |
| 9  | 2618         | KVC Lille United            | Lille                |
| 10 | 2727         | KEWS Schoonbeek-Beverst     | Beverst & Schoonbeek |
| 11 | 2753         | Achel VV                    | Achel                |
| 12 | 4469         | KFC De Kempen               | Lichtaart & Tielen   |
| 13 | 8250         | KVV Zepperen-Brustem        | Zepperen & Brustem   |
| 14 | 9147         | FC Turkse Rangers           | Waterschei           |
| 15 | 9307         | KVC Wilrijk                 | Wilrijk              |
| 16 | 9524         | Herleving Red Star Haasdonk | Haasdonk             |

### Grupo ACFF
| #  | Nº matrícula | Club                                 | Localidad           |
| -- | ------------ | ------------------------------------ | ------------------- |
| 1  | 94           | RAAL La Louvière U23                 | La Louvière         |
| 2  | 199          | RAS Jodoigne                         | Geldenaken          |
| 3  | 213          | La Louvière Centre                   | La Louvière         |
| 4  | 460          | RUW Ciney                            | Ciney               |
| 5  | 1476         | Excelsior FC Evellete-Jallet         | Evellete            |
| 6  | 1708         | Union Saint-Ghislain Tertre-Hautrage | Saint-Ghislain      |
| 7  | 1899         | RCS Condruzien                       | Hamois              |
| 8  | 3020         | R. Jeunesse Aischoise                | Aische-en-Refail    |
| 9  | 4143         | RAS Monceau-Châtelet                 | Monceau-sur-Sambre  |
| 10 | 4210         | R. Arquet FC                         | Vedrin              |
| 11 | 4504         | RUS Biesme                           | Biesme              |
| 12 | 5160         | RUS Loyers                           | Loyers              |
| 13 | 7021         | Pont-à-Celles-Buzet                  | Pont-à-Celles       |
| 14 | 7774         | RFC Saint-Michel                     | Sint-Pieters-Woluwe |
| 15 | 9267         | FC Kosova Schaerbeek                 | Schaerbeek          |
| 16 | 9332         | Stade Everois Racing Club            | Evere               |
| 17 | 9702         | Stade Mouscronnois                   | Mouscron            |

### Grupo ACFF B
| #  | Nº matrícula | Club                   | Localidad          |
| -- | ------------ | ---------------------- | ------------------ |
| 1  | 190          | R. Stade Waremmien FC  | Borgworm           |
| 2  | 260          | RFCB Sprimont          | Sprimont           |
| 3  | 990          | RFC Messancy           | Messancy           |
| 4  | 1590         | RCS Libramontois       | Libramont          |
| 5  | 2731         | RESC Houffaloise       | Houffalize         |
| 6  | 2816         | Aubel FC               | Aubel              |
| 7  | 2871         | RCS Verlaine           | Verlaine           |
| 8  | 2947         | R. Union Momalloise    | Momalle            |
| 9  | 3201         | ROC Meix-devant-Virton | Meix-devant-Virton |
| 10 | 3296         | RES Harre              | Manhay             |
| 11 | 3816         | RRC Mormont            | Mormont            |
| 12 | 4260         | R. Marloie Sport       | Marche-en-Famenne  |
| 13 | 4276         | KAS Eupen U23          | Eupen              |
| 14 | 6548         | Etoile Elsautoise      | Elsaute            |
| 15 | 6657         | KFC Eupen 1963         | Eupen              |
| 16 | 7495         | ESFC du Geer           | Geer               |